# زياد جغبير
زياد الجغبير- ممثل ومؤلف ومنتج أردني، مواليد 1953م، عضو نقابة الفنانين الأردنيين، له العديد من الأعمال المسرحية والمسلسلات التلفزيونية.

## السيرة الذاتية
ولد زياد، واسمه بالكامل زياد فتحي عارف الجغبير، في الأردن في عام 1953م ، عمل مشرفًا في مسرح أسامة المشيني، وهو عضو بنقابة الفنانيين الأردنيين، له العديد من الاعمال الفنية، سواء في التلفزيون ام علي خشبة المسرح، وهو أحد رواد الفن الأردني البدوي والقروي. كان الفنان زياد الجغبير أحد أعضاء فرقة أضواء الفن، والتي كانت تتألف من محمود أبو حوسة، وصالح السقاف، وسعد الدين عطية، وعبد الاله  رشيد، وشاكر جابر، وزياد الجغبير، ومروان الجغبير، ومحمد الجغبير، ووليد أبو حوسة، ومحمد العطلة، وفتحي أحمد، وآخرين.

## الأعمال الفنية[2][4]

### الأعمال التلفزيونية.
- المثل البدوي - مسلسل- 2001م، من تاليف فراس المجالي، وإخراج عروة زريفات.
- لا تجيبوا سيرة - مسلسل- 2001م، من تأليف وإخراج محمد الشواقفة.
- تل الشومر - مسلسل- 1999م، من تاليف محمود الزيودي، وإخراج بسام المصري.
- سلامة تسلمك- مسلسل- 1996م، تاليف وتمثيل وإنتاج، ومن إخراج مازن عجاوي.
- التراب المر - مسلسل- 1995م، من تأليف رياض سيف، وإخراج مازن العواملة.
- عليوة والأيام - مسلسل- 1995م
- العقاب والصقر- مسلسل- 1994م، من تاليف وإخراج مازن العواملة.
- الغريب- مسلسل- 1992م
- أجيال من بلدي- مسلسل- 1991م. إخراج سعود فياض.
- أصايل- مسلسل- 1990م
- حياة سعيدة - مسلسل- 1989م.
- هبوب الريح- مسلسل- 1989م
- الرصيف البارد- مسلسل- 1988م
- بين الوديان(راعي الصيت) - مسلسل- 1987م
- الطواحين- مسلسل- 1984م
- بير الطي- مسلسل- 1984م
- جبل الصوان- مسلسل- 1983م
- جلوة راكان- مسلسل- 1983م
- قرية بلا سقوف- مسلسل- 1982م
- المطاريد- مسلسل- 1981م
- الدفينة- مسلسل.
- الطارش- سهرة تلفزيونية.
- سيرة شما- مسلسل.
- عائلة ابو أيمن- مسلسل. تمثيل وإنتاج،
- محاكمة أبن المقفع- مسلسل

### الأعمال المسرحية
- مدرسة المشاغبين - مسرحية -1976م
- لعبة النهاية- مسرحية- 1977م
- ليالي الخصاد- مسرحية
- بدك تضحك- مسرحية
- مين فينا المجنون- مسرحية
- قحطان والبعير- مسرحية
- القهوجي- مسرحية.
- الدنيا بخير- مسرحية.[5]
- القناعة كنز لا يفني- مسرحية.[6]